# Rijksbeschermd gezicht Noorbeek / De Wesch
Het rijksbeschermd gezicht Noorbeek / De Wesch is een van rijkswege beschermd dorpsgezicht in Noorbeek en Wesch in de Nederlands-Limburgse gemeente Eijsden-Margraten.

## Beschrijving gebied
Het beschermde gebied bestaat uit een aantal straten rondom de Pley in de dorpskern van Noorbeek, en het vlakbijgelegen gehucht De Wesch, waar het riviertje de Noor ontspringt.
Noorbeek is waarschijnlijk ontstaan in de 11e eeuw en ontwikkelde zich gedurende de Middeleeuwen als de centrumplaats van een kleine, gelijknamige heerlijkheid binnen het graafschap Dalhem (vanaf 1244 deel van het hertogdom Brabant). De structuur van Noorbeek en De Wesch is vrijwel onveranderd sinds het begin van de 19e eeuw. Het dorp is gelegen op een heuvelterras. De centrale as wordt gevormd door de Onderstraat - Dorpstraat - Bovenstraat, die evenwijdig loopt aan het Noordal. Haaks daarop staan een aantal zijstraten, die een hellend beloop hebben. De Klompestraat verbindt de dorpskern met De Wesch.
Ter plaatse van de kruising van de Dorpstraat met de Klompestraat bevindt zich een pleinachtige verbreding, de Pley. Hier ligt op een verhoging de Sint-Brigidakerk, die in het dorpsbeeld een centrale plaats inneemt. De westzijde van het plein wordt gevormd door de 18e-eeuwse Sint-Brigidakapel, met daarop aansluitend het ommuurde kerkhof. Bijzonder is hier de Brigida-den, die jaarlijks naast de Brigidakapel op de Pley wordt opgericht. De Pley en de Onderstraat hebben een aaneengesloten bebouwing van woonhuizen en enkele carréboerderijen; de overige straten in het gebied hebben een opener karakter met lintbebouwing. Latere invullingen van rond 1900 voegen zich qua architectuur goed in het historische beeld; alleen de woningbouw uit de tweede helft van de 20e eeuw doet daaraan op een aantal plaatsen afbreuk.
Het gehucht De Wesch is gelegen op enige honderden meters ten noorden van Noorbeek en bestaat uit een negental verspreid liggende vakwerkhuizen, merendeels uit het begin van de 19e eeuw, gegroepeerd rond de bron van de Noorbeek. De bron is overkluisd en van een verlaagde wasplaats (Limburgs: wesch) voorzien. De bron is evenals de parochiekerk gewijd aan de Heilige Brigida. De overkluizing dateert, afgaande op het jaartal op de in het poortje aanwezige ijzeren stang, uit 1858. De bron en de daaromheen gegroepeerde vakwerkhuizen, tezamen met het ter plaatse smalle en bosrijke Noordal, vormen een schilderachtig ensemble.

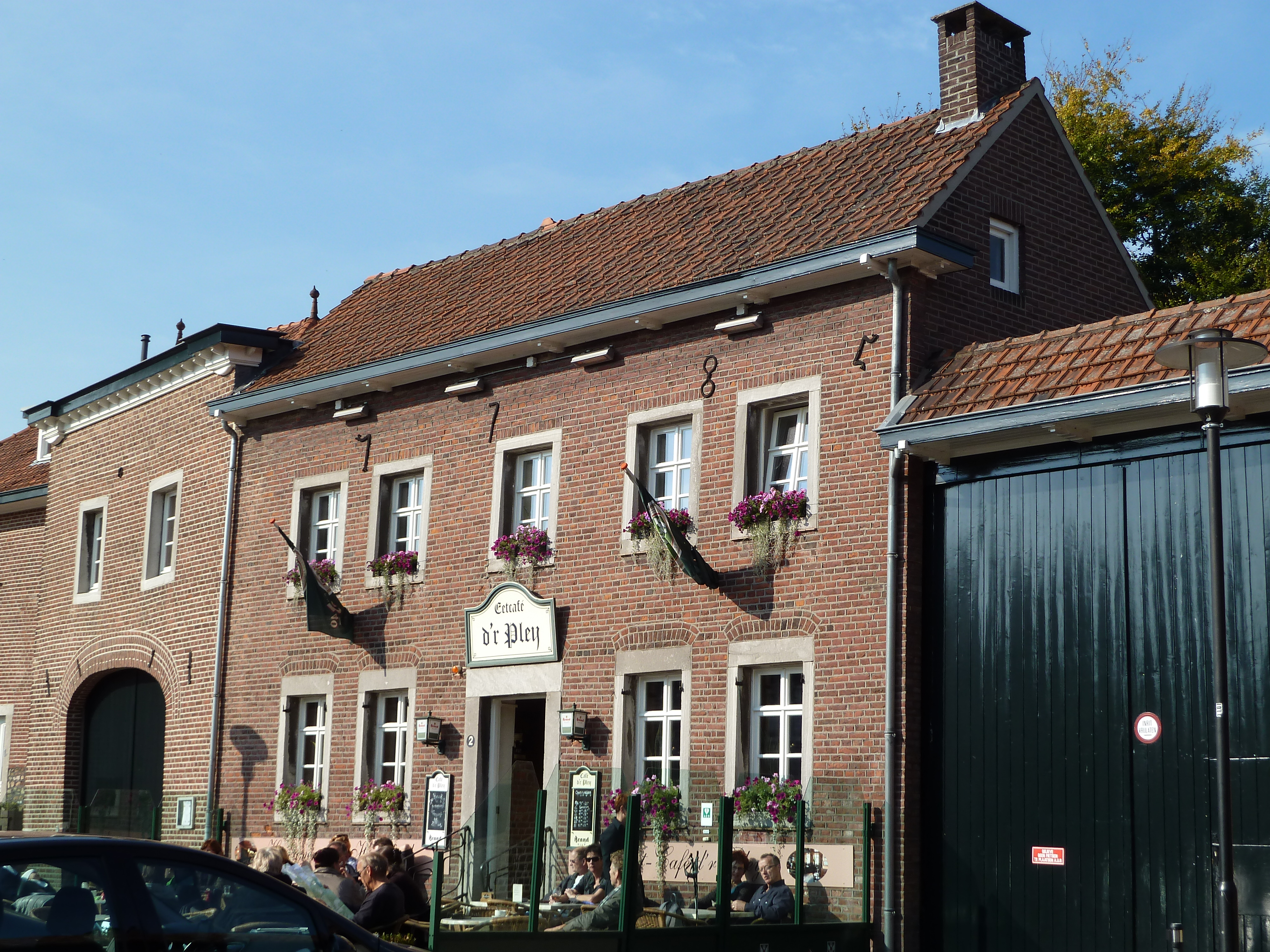
Pley
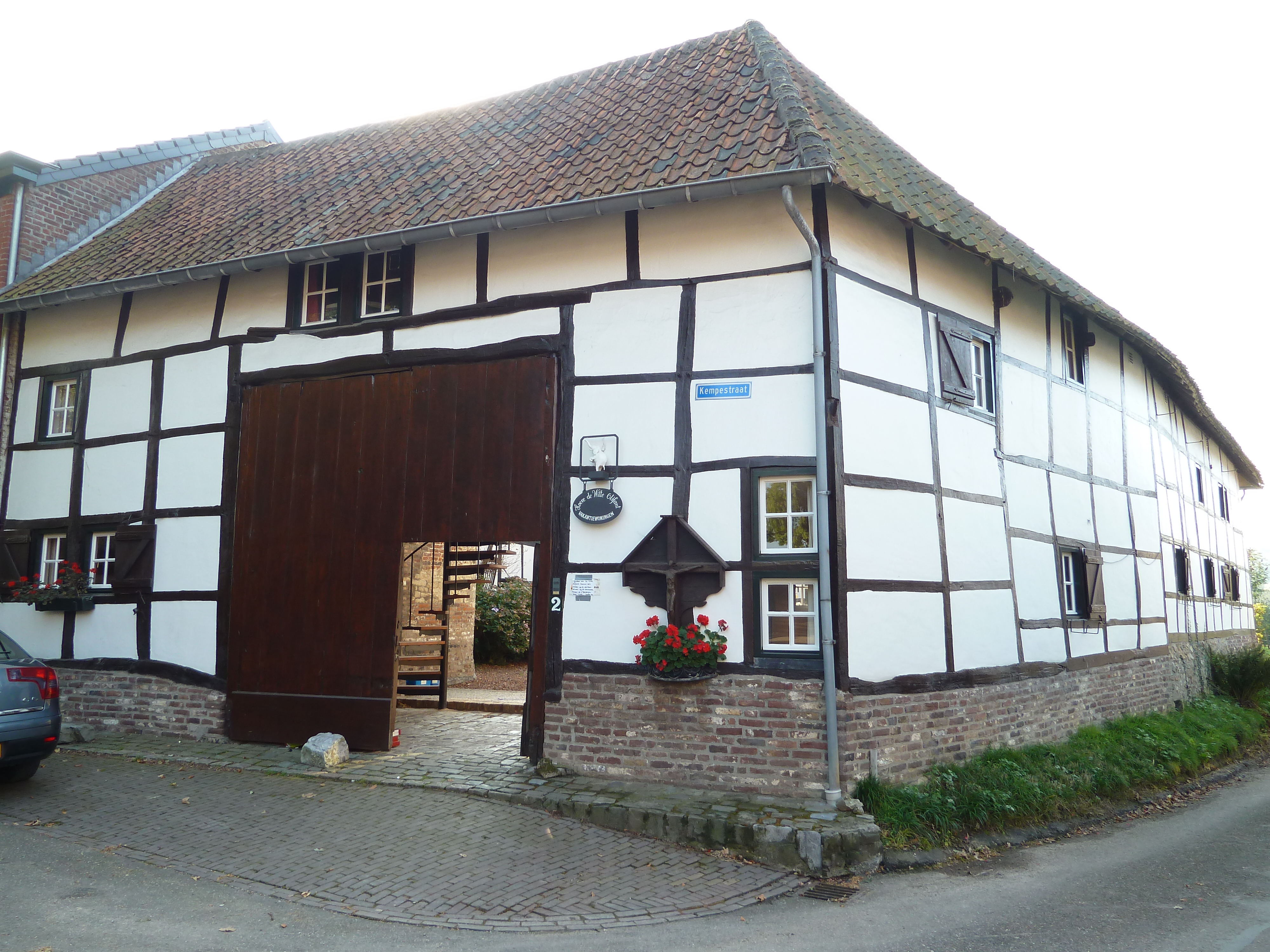
Kempestraat
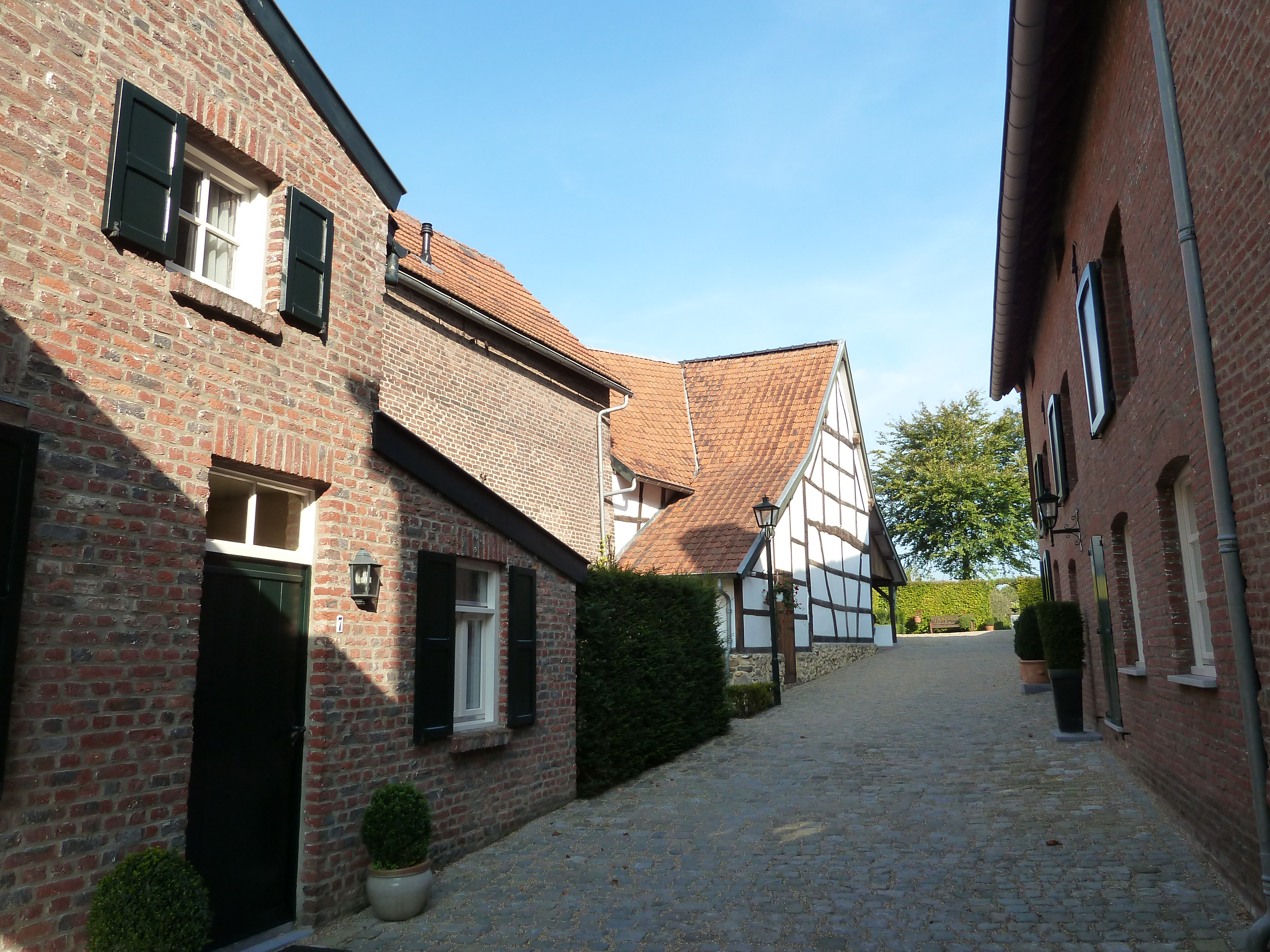
Klompestraat
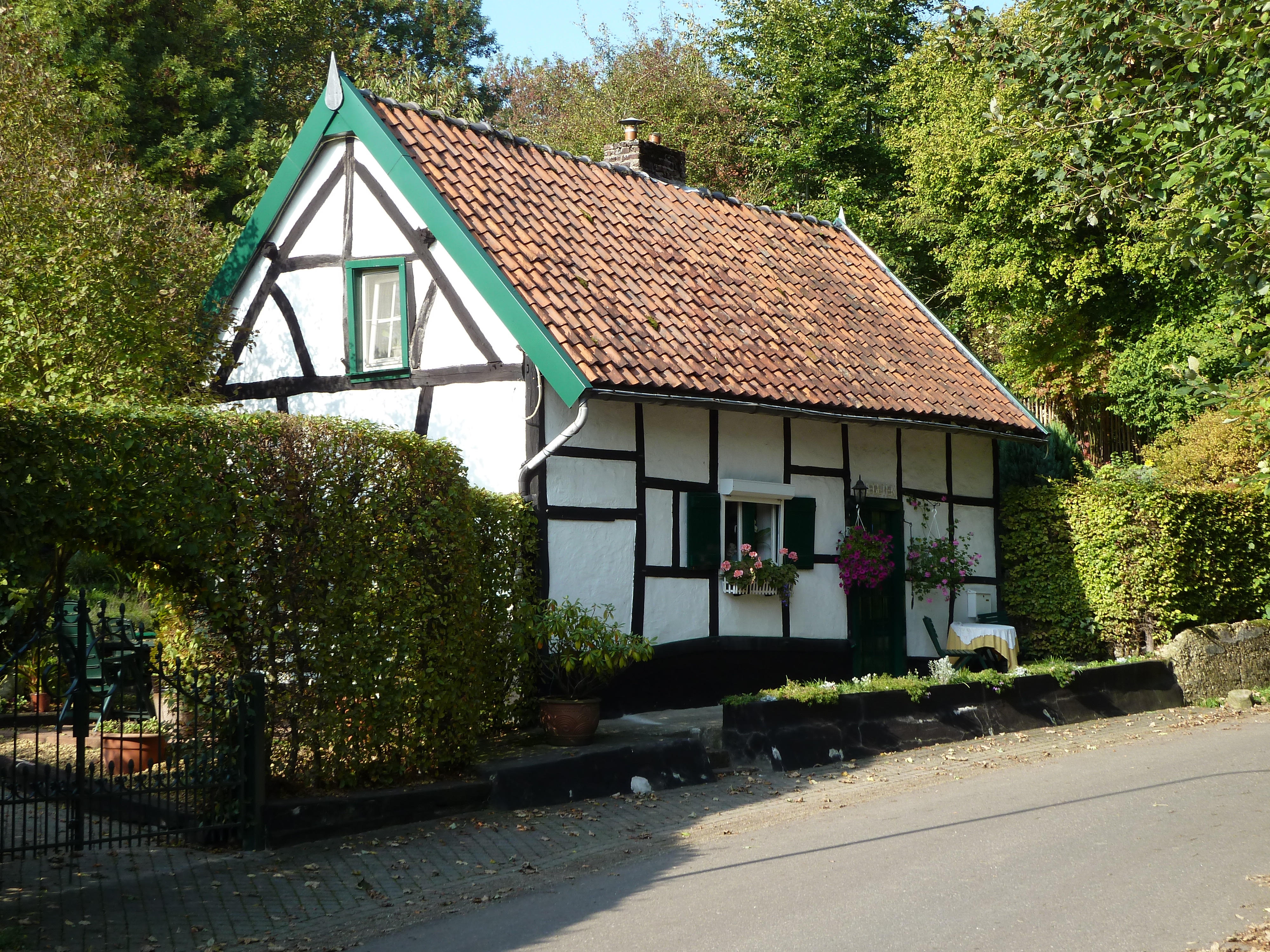
De Wesch

## Aanwijzing tot rijksbeschermd gezicht
De procedure voor aanwijzing werd gestart op 27 november 1987. Het gebied werd op 14 december 1993 definitief aangewezen. Het beschermd gezicht beslaat een oppervlakte van 12,3 hectare.
Panden die binnen een beschermd gezicht vallen krijgen niet automatisch de status van beschermd monument. Wel zal de gemeente het bestemmingsplan aanpassen om nieuwe ontwikkelingen in het gebied te reguleren. De gezichtsbescherming richt zich op de stedenbouwkundige en cultuurhistorische waardering van een gebied en wil het toekomstig functioneren daarvan veiligstellen.
Het rijksbeschermd gezicht Noorbeek / De Wesch is een van de vier beschermde dorpsgezichten in de gemeente Eijsden-Margraten.